# Chatot
Chatot (ペラップ, Perappu?, Perap in de originele Japanse versie) is een Pokémon die werd geïntroduceerd in Pokémon Diamond and Pearl voor Nintendo DS. Net zoals Mantyke en Buizel verscheen Chatot voor het eerst in de negende Pokémonfilm, Pokémon Ranger and the Temple of the Sea. Chatot zit samen met Buizel in de korte Pokémonfilm Pokémon Mischievous Island.
De naam Chatot is afgeleid van de Engelse woorden chat (kletsen) en parrot (papegaai) om aan te geven dat Chatot graag praat. De naam Perap is afgeleid van het Japanse woord perapera (ペラペラ) wat zoiets betekent als "blablabla", en van het Engelse woord rap wat aangeeft dat Chatot erg muzikaal is.
Chatot is een kleurrijke Pokémon, gebaseerd op een papegaai of een zangvogel, die aan de zwarte kop een uitsteeksel heeft waardoor hij doet denken aan een achtste noot. Op zijn zwarte staart zit een bol waardoor die erg lijkt op het stokje van een metronoom. Net als een echte papegaai kan Chatot ook mensentaal leren spreken. In Pokémon Diamond en Pearl doet de speler dit door Chatot de aanval Chatter te leren; wanneer deze aanval buiten een gevecht wordt gebruikt dient de speler in de microfoon van de Nintendo DS te praten. Chatot is in staat om de geluiden te onthouden die hij hoort en hij kan er een muzikaal deuntje van maken.

## Ruilkaartenspel
Er bestaan vier standaard Chatot-kaarten, waarvan één enkel in Japan uitgebracht is. Verder bestaan er nog twee Samiya's Chatot-kaarten (enkel in Japan), één Chatot G en één Phantom's Chatot (ook enkel in Japan). Alle kaarten hebben het type Colorless als element.